# 騒音規制法
騒音規制法（そうおんきせいほう、昭和43年6月10日法律第98号）は、騒音規制に関する法律である。

## 内容
都道府県知事によって、騒音を防止することにより住民の生活環境を保全する必要があると認める地域が指定され、この指定地域内での工場・事業場と建設作業の騒音が規制される（第3条）。

なお、航空機の騒音については別途、航空機騒音防止法および騒特法が設けられている。また、国会議事堂や公党本部など政治関連施設に対する街宣車や拡声器等の騒音に対しては静穏保持法が制定されている。

## 規制の対象
特定の工場・事業場
都道府県条例によって、区域や時間帯ごとの規制基準が定められ、騒音を発生する特定施設（金属加工機械、圧縮機、織機、印刷機など、政令で種類・規模を指定）を設置したものはこの基準を遵守しなければならない。また、これらの施設の設置の際には事前に市町村長への届出が必要となる。市町村長は規制基準違反などで周辺の生活環境が損なわれると認めるときは、改善の勧告や命令を行うことができる。
特定建設作業
特定建設作業（くい打ち機、びょう打ち機、さく岩機、大型建設機など、政令で指定された種類・規模の機械を使用する作業）を伴う工事を施工する場合は、事前に市町村長への届出が必要となる。市町村長は規制基準違反などで周辺の生活環境が損なわれると認めるときは、改善の勧告や命令を行うことができる。
自動車騒音
環境省令によって、自動車騒音の許容限度が定められる。市町村長は、自動車騒音が許容限度を超えていることにより道路の周辺の生活環境が著しく損なわれると認めるときは、都道府県公安委員会に対し道路交通法の規定による措置を執るべきことを要請できる。
深夜騒音等
飲食店営業等に係る深夜における騒音、拡声機を使用する放送に係る騒音等は、地方自治体が必要な規制をおこなうことができる。

## 構成
- 第1章 - 総則（第1条~第3条）
- 第2章 - 特定工場に関する規制（第4条~第13条）
- 第3章 - 特定建設作業に関する規制（第14条･第15条）
- 第4章 - 自動車騒音に係る許容限度等（第16条~第19条の2）
- 第5章 - 雑則（第20条~第28条）
- 第6章 - 罰則（第29条~第33条）
- 附則

## 特定工場
- 1　金属加工機械
  - イ　圧延機械（原動機の定格出力の合計が22.5kW以上に限る）
  - ロ　製管機械
  - ハ　ベンディングマシン（ロール式であつて、原動機の定格出力が3.75kW以上に限る）
  - ニ　液圧プレス（矯正プレスを除く）
  - ホ　機械プレス（呼び加圧能力が294キロニュートン以上に限る）
  - ヘ　せん断機（原動機の定格出力が3.75キロワット以上に限る）
  - ト　鍛造機
  - チ　ワイヤーフォーミングマシン
  - リ　ブラスト（タンブラスト以外であつて、密閉式を除く）
  - ヌ　タンブラー
  - ル　切断機（といしを用いるものに限る）
- 2　空気圧縮機及び送風機（原動機の定格出力が7.5kW以上に限る）
- 3　土石用又は鉱物用の破砕機、摩砕機、ふるい及び分級機（原動機の定格出力が7.5kW以上に限る）
- 4　織機（原動機を用いるものに限る）
- 5　建設用資材製造機械
  - イ　コンクリートプラント（気ほうコンクリートプラントを除き、混練機の混練容量が0.45M3以上に限る）
  - ロ　アスファルトプラント（混練機の混練重量が200kg以上に限る）
- 6　穀物用製粉機（ロール式であつて、原動機の定格出力が7.5kW以上に限る）
- 7　木材加工機械
  - イ　ドラムバーカー
  - ロ　チッパー（原動機の定格出力が二・二五kW以上に限る）
  - ハ　砕木機
  - ニ　帯のこ盤（製材用では原動機の定格出力が15kW以上、木工用では原動機の定格出力が2.25kW以上に限る）
  - ホ　丸のこ盤（製材用は原動機の定格出力が15kW以上、木工用は原動機の定格出力が2.25kW以上に限る）
  - ヘ　かんな盤（原動機の定格出力が2.25kW以上に限る）
- 8　抄紙機
- 9　印刷機械（原動機を用いるものに限る）
- 10　合成樹脂用射出成形機
  - 11　鋳型造型機（ジョルト式に限る）

## 特定建設作業
1. くい打機（もんけんを除く）
くい抜機又はくい打くい抜機（圧入式くい打くい抜機を除く）を使用する作業（くい打機をアースオーガーと併用する作業を除く）
2. びよう打機を使用する作業
3. さく岩機を使用する作業（一日の最大移動距離が50mを超えない作業に限る）
4. 空気圧縮機（電動機以外の原動機を用いるものであつて、その原動機の定格出力が15kW以上に限る）を使用する作業（さく岩機の動力として使用する作業を除く）
5. コンクリートプラント（混練機の混練容量が0.45m3以上に限る）又はアスファルトプラント（混練機の混練重量が200kg以上に限る）を設けて行う作業（モルタルを製造するためにコンクリートプラントを設けて行う作業を除く）
6. バックホウ（一定の限度の騒音を発生しないとして環境大臣が指定するものを除き、原動機の定格出力が80kW以上に限る）を使用する作業
7. トラクターショベル（一定の限度を超える大きさの騒音を発生しないとして環境大臣が指定するものを除き、原動機の定格出力が70kW以上に限る）を使用する作業
8. ブルドーザー（一定の限度を超える大きさの騒音を発生しないとして環境大臣が指定するものを除き、原動機の定格出力が40kW以上に限る）を使用する作業

## 主務官庁
- 環境省水・大気環境局環境管理課環境汚染対策室

経済産業省産業技術環境局環境政策課、厚生労働省労働基準局安全課、国土交通省不動産・建設経済局建設業課、同省物流・自動車局技術・環境政策課および警察庁交通局交通規制課と連携して執行にあたる。